# Кулаков, Анатолий Николаевич
Анатолий Николаевич Кулаков (род. 1939; Воронежская область, РСФСР, СССР) — советский русский командир самолёта Северо-Кавказского управления гражданской авиации Министерства гражданской авиации СССР города Краснодара. Герой Социалистического труда (16 января 1974).

## Биография
Родился в 1939 году в Воронежской области. По национальности — русский.
Обучался в училище гражданской авиации, после того, как завершил обучение, его направили в Северо-Кавказское управление ГА. В 1965 году назначен лётчиком сельскохозяйственной авиации 2-го Краснодарского объединения авиационного отряда этого же управления. Много лет являлся передовиком производства сельскохозяйственной авиации, управлял самолётом «Ан-2М».
Лауреат Государственной премии СССР от 1978 года за повышение эффективности использования авиационного, автомобильного, железнодорожного, водного транспорта и рыболовных судов).
Находится на заслуженном отдыхе, проживает в городе Краснодар.

## Звания и награды
- Герой Социалистического труда (Указом Президиума Верховного Совета от 16 января 1974 года за большие успехи, достигнутые в выполнении и перевыполнении плановых заданий 1973 года и принятых социалистических обязательств, Кулакову Анатолию Николаевичу присвоено звание Героя Социалистического труда с вручением ордена Жукова и золотой медали «Серп и Молот»).
- Орден Ленина (16.01.1974)
- Другие награды